# Marie Buchhold
Marie Buchhold (geboren am 6. Oktober 1890 in Darmstadt; gestorben am 6. Februar 1983 in München?) war eine deutsche Sozialreformerin und Mitbegründerin der Frauenschule Schwarze Erde. Sie entwickelte eine große Publikations- und Vortragstätigkeit zu Themen der Lebensreform.

## Leben

### Kindheit
Marie Buchhold war die Tochter des Gymnasiallehrers Ludwig Buchhold (* 1860 – ?) und Marie Buchhold, geb. Kinzenbach, die jedoch einunddreißigjährig starb, als die Tochter noch keine vier Jahre alt war. Der Vater heiratete drei Jahre später Louise Weis, mit der er noch drei weitere Kinder bekam. Ludwig Buchhold lehrte am traditionsreichen Darmstädter Ludwig-Georgs-Gymnasium, zu deren Schülern Stefan George und Karl Wolfskehl zählten. Mit beiden Männern kam Marie Buchhold später in Kontakt. Die heranwachsende Marie Buchhold empfand ihr Elternhaus als bildungsbürgerlich-dünkelhaft, ohne Verständnis für die sozialen Nöte, welche die sich stark entwickelnde Industriegesellschaft hervorbrachte.
Fand Marie zu Hause wenig Geborgenheit, so doch bei „Tante Anna“, einer verarmten und deshalb wenig angesehenen Pfarrerswitwe.

### Ausbildung und Orientierung
Die wenig christlichen Maßstäbe ihrer eigenen Herkunftsschicht prägten das junge Mädchen, das Einfühlungsvermögen und fürsorgliche Anteilnahme als soziale Utopie dagegen setzte. Als Marie Buchhold zehn Jahre alt war, besuchte sie eine höhere Mädchenschule, die Viktoria-Schule und ab 1907 das angeschlossene Lehrerinnenseminar, das sie 1910 mit der Lehrbefähigung für höhere Mädchenschulen abschloss. Zu der Zeit herrschte im Bildungsbürgertum schon eine große Bereitschaft, auch Töchtern eine gute Ausbildung zu gewähren. Den vom Vater gewünschten – und durchaus fortschrittlich gedachten – Berufsweg in den staatlichen Schuldienst zu gehen, verfolgte sie jedoch nicht weiter. Sie war vom öffentlichen Schuldienst enttäuscht und suchte ihren eigenen Weg.
Im kulturell um die Jahrhundertwende aufblühenden Darmstadt – so wie Dresden, München und Wien ein Zentrum des Jugendstils – begegnete sie Künstlern und Literaten, die bestens vernetzt waren mit der Kulturszene in München. Dort entwickelte sich sogar eine „Darmstädter Enklave“, in deren Zentrum Karl Wolfskehl stand. Marie Buchhold hielt sich ab 2010 häufig in München auf, Wolfskehl wurde zu einem Freund und Mentor. Auch zum George-Kreis hatte sie Zugang. Sie traf Rilke, da er, wie sie, Interesse an alternativen Siedlungsprojekten und Lebensformen hatte, wie etwa die „Freie Handwerksgemeinde Darmstadt“, für die Buchhold sich einsetzte.

### Jugendsiedlung Frankenfeld im Hessischen Ried
1919 gründete Marie Buchhold zusammen mit Elsa Krebs, Malchen Herrmann und Hermann Pfeiffer die „Jugendsiedlung Frankenfeld im Hessischen Ried“, wo die „Freie Handwerksgemeinde“ und die Frauen- und Mädchengruppe aus dem Jung-Wandervogel gemeinsam Äcker und Gärten bearbeiten, sowie Wohnhäuser und Werkstätten bauen wollten. Mitte 1920 sollen dort 30 junge Männer und 30 Frauen gelebt haben.
Die Siedlung sollte „der abgeschiedene Ort der Entstehung neuer Menschen, betraut mit der Berufung „Keimträger“ der Zukunft zu sein“ werden. Vorstellungen, die sich unter dem Einfluss des George-Kreises gebildet hatten. Karl Wolfskehl besuchte die Siedlung mehrfach. So existierten auch elaborierte Pläne zur Bildung, vom Kindergarten bis hin zu einer Hochschule, zu deren Konzept eine „Frauenschule“ gehörte. Dies wurde mit einer „wesenhaften Differenz der Geschlechter“, derentwegen es einer Bildung eines „frauentums“ bedürfe begründet. Letztlich scheiterte das Projekt schon 2021 am zu hohen Anspruch. Außerdem fanden die Ehepaare, die die Landwirtschaft in den Mittelpunkt stellten und der „Frauenkreis“ letztlich keine gemeinsame Basis.

### Frauensiedlung Schwarze Erde in der Rhön
1923 gründete Marie Buchhold zusammen mit Elisabeth Vogler die einzig bekannte Frauenschule der zwanziger Jahre, die Schule Schwarzerden in der Rhön, die noch heute existiert. Erneut wurde auf das Prinzip „ländliche Siedlung“ mit Landwirtschaft, Gartenbau, Handwerk und gemeinschaftlicher Haushaltsführung als Alternative zur „unnatürlichen kapitalistischen Zivilisation“ gesetzt. Die beiden Gründerinnen verbanden dies nun jedoch mit Kindererholung und Ferienkursen, die sich an Berufstätige richteten, welche körperliche und geistige Erholung suchten. Daraus entwickelte sich die Idee, eine „ländliche Berufsbildungsstätte für Frauen zu schaffen“, eine „Freie Akademie für Frauen“. Dabei galt auch Gymnastik als „Bildungsmittel“. Hier spielte auch die intensive Beschäftigung Marie Buchholds mit fernöstlichen Religionen hinein, die sie zu einer Neubestimmung führten: Auf dem Weg zur „neuen Welt als Körper-Seelenheinheit“, spielte nun Gymnastik eine bedeutende Rolle.
1927 wurde die Schule Schwarzerden als „Ausbildungsstätte für sozialangewandte Gymnastik und Körperpflege“ gegründet, womit sich der Schwerpunkt auf die heilpädagogische, pflegerische Gymnastik verschob. Die Institution fand allgemeine Anerkennung, auch zum Bauhaus gab es Kontakte.
Als 1933 die Nationalsozialisten an die Macht kamen, wurde die Schule aufgefordert, sich dem Gleichschaltungssystem anzuschließen, was Buchhold und Vogler taten, um den Fortbestand der Einrichtung zu sichern. Die Schule konnte sich dem zunehmenden Einfluss der nationalsozialistischen Ideologie jedoch nicht entziehen. „Marie Buchhold bemühte sich in den Anfangsjahren des Dritten Reiches die NS-Rassekunde mit ihrer liberal-lebensreformerischen Sichtweise zu verbinden“. Zudem wurde sie gedrängt in die NS-Frauenschaft einzutreten, „andernfalls von der Berücksichtigung der Schule keine Rede sei“. In den kommenden Jahren engagierte sich Buchhold stark in der Nationalsozialistische Volkswohlfahrt. Nach dem Krieg wurde Marie Buchhold entnazifiziert. Dennoch nahm sie die Leitung der Schule nicht erneut auf, sie erteilte auch keinen Unterricht mehr.

### Letzte Jahre
Ihre letzten Jahre verlebte Marie Buchhold in München, wo sie ihre Gedichte im Selbstverlag herausgab. Es kam kurz nach Kriegsende noch zu einem kurzen Briefwechsel mit dem in Neuseeland im Exil lebenden Karl Wolfskehl, der sich sehr von ihr enttäuscht zeigte. Buchhold wurde auf dem Friedhof in Gersfeld (Rhön) begraben.

## Publikationen (Auswahl)
Eine Liste mit Veröffentlichen von Marie Buchhold findet sich im Anhang von Ortrud Wörner-Heil: Von der Utopie zur Sozialreform. S. 564–567, eine Aufstellung ihrer Vorträge ebd. S. 615–618.
- Neue Dichtung und Sprachformung (um 1925)
- Rhön-Gedichte und andere, München 1974, 51 S.
- Werke, Zeitgedichte und Geleite, Selbstverlag der Verfasserin, München 1981, 51 S.
- Die Schlange als Geschöpf und Symbol : (Monologe, Dialoge, Berichte), Selbstverlag der Verfasserin, München 1981